# Патокино (Воронежская область)
Патокино — село в Бутурлиновском районе Воронежской области.
Входит в состав Филиппенковского сельского поселения.

## География

### Улицы
- ул. Крупской,
- ул. Пролетарская,
- ул. Шевченко,
- ул. Школьная.

## Население
| 1859 | 1897  | 2010 |
| ---- | ----- | ---- |
| 1044 | ↗1147 | ↘280 |